# Кубок Камбоджі з футболу 2018
Кубок Камбоджі з футболу 2018 — 12-й розіграш кубкового футбольного турніру у Камбоджі. Титул володаря кубка втретє здобув Національне міністерство оборони.

## Календар
| Раунд              | Дата                       | Матчі | Клуби   |
| ------------------ | -------------------------- | ----- | ------- |
| Регіональний раунд | 7 березня - 23 травня 2018 | 61    | 34 → 16 |
| 1/8 фіналу         | 11-27 липня 2018           | 16    | 16 → 8  |
| 1/4 фіналу         | 1/8 серпня 2018            | 8     | 8 → 4   |
| 1/2 фіналу         | 1-2 вересня 2018           | 2     | 4 → 2   |
| Фінал              | 6 жовтня 2018              | 1     | 2 → 1   |

## 1/4 фіналу
| Команда 1                        | Заг.         | Команда 2                               | 1-й матч | 2-й матч |
| -------------------------------- | ------------ | --------------------------------------- | -------- | -------- |
| 1/8 серпня 2018                  |              |                                         |          |          |
| Поліс Коміссері                  | 9:1          | Національна футбольна академія U-18 (2) | 3:0      | 6:1      |
| Ангкор Тайгер                    | 4:4 пен. 4:3 | Пномпень Краун                          | 0:3      | 4:1      |
| Національне міністерство оборони | 3:3 пен. 5:4 | Преах Кхан Річ Свайрінг                 | 1:2      | 2:1      |
| Нагаворлд                        | 3:3 пен. 3:2 | Боунг Кет Ангкор                        | 2:0      | 1:3      |

## 1/2 фіналу
| Команда 1      | Рахунок | Команда 2                        |
| -------------- | ------- | -------------------------------- |
| 1 вересня 2018 |         |                                  |
| Нагаворлд      | 1:3     | Національне міністерство оборони |
| 2 вересня 2018 |         |                                  |
| Ангкор Тайгер  | 0:2     | Поліс Коміссері                  |

## Фінал
| 6 жовтня 2018 12:00 (EEST) |

| Національне міністерство оборони         | 3:0      | Поліс Коміссері |
| ---------------------------------------- | -------- | --------------- |
| Кхек Кхемрін 18' Пхуонг Соксана 87', 90' | Протокол |                 |

| Національний олімпійський стадіон, Пномпень |